# Buwit
Buwit is een bestuurslaag in het regentschap Tabanan van de provincie Bali, Indonesië. Buwit telt 2570 inwoners (volkstelling 2010).